# بيتر كناب
بيتر كناب (بالإنجليزية: Peter George Knapp)‏ هو مجدف بريطاني، ولد في 27 أكتوبر 1949 في لندن في المملكة المتحدة.

## وصلات خارجية
- بيتر كناب على موقع الاتحاد الدولي للتجديف (الإنجليزية)
- بيتر كناب على موقع اللجنة الأولمبية الدولية (الإنجليزية)
- بيتر كناب على موقع أوليمبيديا (الإنجليزية)